# 루이스 새커
루이스 새커(영어: Louis Sachar, 1954년 3월 20일 ~ )는 미국의 아동문학 작가이다. 변호사였다가 전업하여 작가가 되었다. 1998년 작품 《구덩이》가 큰 호평을 받으며 뉴베리상, 전미도서상을 수상했고, 영화화도 되었다. 이외에 웨이싸이드 학교 시리즈, 빨간머리 마빈 시리즈 등의 시리즈 작품이 있다.

## 저작
| 연도 | 제목                            | 원제                                 | 비고                            |
| ---- | ------------------------------- | ------------------------------------ | ------------------------------- |
| 1978 | 웨이싸이드 학교 별난 아이들     | Sideways Stories from Wayside School | 웨이싸이드 학교 1편             |
| 1983 | 언젠가 앤젤린은                 | Someday Angeline                     |                                 |
| 1987 | 못 믿겠다고?                    | There's a Boy in the Girls' Bathroom |                                 |
| 1989 | 웨이싸이드 학교가 무너지고 있어 | Wayside School is Falling Down       | 웨이싸이드 학교 2편             |
| 1989 | 잃어버린 얼굴을 찾아서          | The Boy Who Lost His Face            |                                 |
| 1991 | 개는 농담을 하지 않는다         | Dogs Don't Tell Jokes                |                                 |
| 1992 | 왕자 되기는 힘들어              | Kidnapped at Birth?                  | 빨간머리 마빈 시리즈 1편        |
| 1993 | 왜 나한테만 그래?               | Why Pick on Me?                      | 빨간머리 마빈 시리즈 2편        |
| 1993 | 여자로 변한 거 아니야?          | Is He a Girl?                        | 빨간머리 마빈 시리즈 3편        |
| 1994 | 선생님의 개를 부탁해            | Alone In His Teacher's House         | 빨간머리 마빈 시리즈 4편        |
| 1998 | 구덩이                          | Holes                                | 내셔널 북 어워드, 뉴베리상 수상 |
| 1999 | 나는야 미래의 대통령            | Class President                      | 빨간머리 마빈 시리즈 5편        |
| 1999 | 내 친구는 4차원                 | A Flying Birthday Cake?              | 빨간머리 마빈 시리즈 6편        |
| 2000 | 그냥 한번 해봐!                 | Super Fast Out of Control!           | 빨간머리 마빈 시리즈 7편        |
| 2000 | 들키고 싶지 않은 비밀           | A Magic Crystal?                     | 빨간머리 마빈 시리즈 8편        |
| 2006 | 작은 발걸음                     | Small Steps                          | 《구덩이》 속편                 |